# 宇航日
宇航日（俄语：День Космона́втики）是苏联和一些前苏联国家的周年纪念日，为每年4月12日。2011年，据联合国大会决议，该日被定为载人空间飞行国际日，以纪念1961年4月12日苏联宇航员尤里·加加林进入太空。